# Diatenes alampeta
Diatenes alampeta är en fjärilsart som beskrevs av Turner 1904. Diatenes alampeta ingår i släktet Diatenes och familjen nattflyn. Inga underarter finns listade i Catalogue of Life.